# Roma kyrkby
Roma kyrkby est une localité de Suède dans la commune de Gotland située dans le comté de Gotland.
Sa population était de 261 habitants en 2010.